# جانيت مولر
جانيت مولر (بالسويدية: Jeanette Möller)‏ (5 يناير 1825 في ستوكهولم - 25 مارس 1872 في دوسلدورف ) ، رسامة سويدية.

## السيرة الشخصية
مولر هي ابنة التاجر نيلز هولموند ويوهانا هيلينا تورسلو. في عام 1849 ، أصبحت واحدة من أربع نساء تم قبولهن كطالبة في الأكاديمية الملكية السويدية للفنون في ستوكهولم: الثلاث الأخرى هي ليا أهلبورن ، وأجنيس بورجيسون وأماليا لينديغرين . بين عامي 1851 و 1854 ، كانت طالبة لدى الرسام فوتييه في باريس. عند عودتها إلى ستوكهولم، أسست وأدارت استوديو فني للطالبات. بدأ من عام 1858 ، قضت وقتها مقسما بين السويد ودوسلدورف في ألمانيا. في عام 1860 ، تزوجت من الرسام النرويجي نيلز بورنسون مولر .
تتميز جانيت مولر بأنها رسامة النوع. تشمل أعمالها الأكثر شهرة Shakespeare i sin studerkammare (شكسبير في غرفته) ، Läsande munk (الراهب يقرأ) ، Sömmerska insomnad vid sitt arbete ( الخياطة نائم في عملها) ، Meditation and Flicka som matar höns ( الفتاة تتطعم الدجاج)
تم تسجيل جانيت مولر في أكاديمية الفنون السويدية الملكية عام 1861.